# マリア・シュナイダー
マリア・シュナイダー（Maria Schneider、1960年11月27日 - ）は、アメリカの指揮者、作曲家、アレンジャー。ギル・エヴァンスの弟子でもある。

## 来歴
シュナイダーはアメリカ合衆国ミネソタ州、ウィンダムに生まれた。ミネソタ大学で音楽理論と作曲を学んで1983年に卒業した後、イーストマン音楽学校で1985年に音楽の修士号を取得、さらにマイアミ大学で1年間学んだ。イーストマン音楽学校を卒業後ギル・エヴァンスにアレンジャーとして弟子入りし、『ハスラー2』や『Absolute Beginners』などの映画や、スティングの曲などに携わっている。また1986年から1991年の間ボブ・ブルックマイヤーのもとでも学んだ。彼女の作品はギル・エヴァンスはもちろんのこと、グラミー賞受賞者のボブ・ベルデン、ルー・マリーニなど、他のジャズ作曲家の特徴が見られる。
1993年、シュナイダーはマリア・シュナイダー・ジャズ・オーケストラを結成した。5年間ほどニューヨーク市グリニッジ・ヴィレッジにあるヴィジョンズで週に一回演奏していた。彼女のオーケストラはヨーロッパ・ツアーや数多くのジャズ・フェスティバルで演奏をしている。
シュナイダーは最初にアーティストシェアでアルバムを製作したアーティストのうちの一人である。2004年に発表されたアルバム『コンサート・イン・ザ・ガーデン』は初めてインターネットだけによって発売されたグラミー受賞アルバムとなった。このアルバムはジャズ・ジャーナリスト・アソーシエイションによって最優秀レコード賞を獲得した。シュナイダーは最優秀作曲家賞そして編曲家賞を獲得。そして彼女のオーケストラは最優秀ラージ・ジャズ・アンサンブル賞を受賞した。
シュナイダーのアンサンブルはマリア・シュナイダー・オーケストラに改名した。2007年1月にアルバム『スカイ・ブルー』を発表、7月にはArtistShareからもリリースされた。シュナイダーが『スカイ・ブルー』のために作曲した「セリュリアン・スカイ (Cerulean Skies)」は、最優秀インストゥルメンタル・コンポジションとして同年のグラミー賞を受賞した。シュナイダーはバードウォッチングが趣味であり、「セリュリアン・スカイ」を録音する際にオーケストラメンバーに鳥の鳴き声を彼らの楽器を使って真似をさせた。
2008年、シュナイダーは1995年に発表されたアルバム『ジャイアント・ステップス』をリマスタリングし再リリースした。

## ディスコグラフィ

### アルバム
- 『エバネセンス』 - Evanescence (1994年、Enja) ※1992年録音
- 『ジャイアント・ステップス』 - Coming About (1996年、Enja) ※1995年録音
- Live At The Jazz Standard—Days Of Wine And Roses (2000年、ArtistShare) ※2000年1月ライブ録音
- Allegresse (2000年、Enja)
- 『コンサート・イン・ザ・ガーデン』 - Concert in the Garden (2004年、ArtistShare) ※第47回グラミー賞（最優秀ラージ・ジャズ・アンサンブル・アルバム）受賞
- 『スカイ・ブルー』 - Sky Blue (2007年、ArtistShare) ※収録曲「Cerulean Skies」が第50回グラミー賞（最優秀インストゥルメンタル作曲）受賞
- Winter Morning Walks (2013年、ArtistShare) ※2012年5月、9月録音。第56回グラミー賞（最優秀クラシカル・エンジニアド・アルバム）受賞
- The Thompson Fields (2015年、ArtistShare) ※第58回グラミー賞（最優秀ラージ・ジャズ・アンサンブル・アルバム）受賞
- Data Lords (2020年、ArtistShare)